# Taiye Selasi

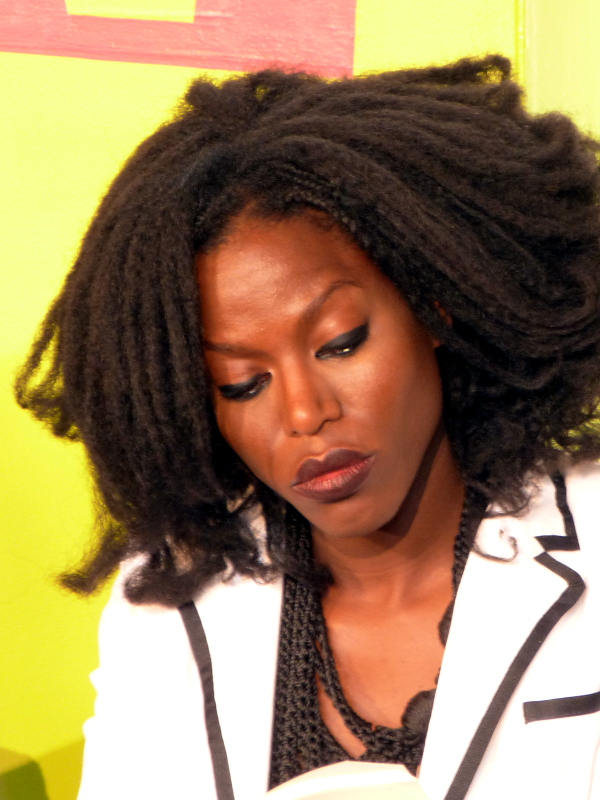
Selasi in Erlangen (2013)

Taiye Selasi (* 2. November 1979 in London) ist eine britische Schriftstellerin und Fotografin mit nigerianischen und ghanaischen Wurzeln.

## Leben
Die Tochter einer nigerianisch-schottischen Mutter und eines ghanaischen Vaters, beide Ärzte und Bürgerrechtler, wurde in London geboren und wuchs in Brookline, Massachusetts auf. Sie studierte in Yale und Oxford. Sie lebt in New York und Rom. Zudem hat Selasi eine Zwillingsschwester mit der sie eine enge Beziehung pflegt. Sowohl ihre Beziehung zu ihrer Schwester als auch ihre multikulturelle Biografie spiegeln sich in ihrem Werk wider.
In ihrem Essay Bye-Bye, Babar von 2005 prägte Selasi den Begriff „Afropolitan“, Weltafrikaner, nicht einfach nur Weltbürger, sondern eben solche mit afrikanischen Wurzeln, die z. B. in den großen Städten weltweit leben und erfolgreich sind. Sie entwirft damit ein Bild einer intellektuellen, urbanen Avantgarde, „die neueste Generation afrikanischer Auswanderer“. Zugleich markiert dieser stark wahrgenommene Aufsatz einen Wendepunkt in der Wahrnehmung der Afrikaner, der weg weist von „überkommenen Vorstellungen und Stereotypen von Afrika“.
2011 erschien in der Literaturzeitschrift Granta Selasis erste Erzählung The Sex Lives of African Girls, 2013 ihr Debütroman Diese Dinge geschehen nicht einfach so (englischer Originaltitel: Ghana Must Go), der weltweit Beachtung fand. Zusammen mit den Schriftstellerinnen Priya Basil und Chika Unigwe sowie dem Schriftsteller Nii Ayikwei Parkes bestritt sie die Tübinger Poetik-Dozentur 2014. Die vier repräsentieren das, was Taiye Selasi „Afropolitan Literature“ nennt.
2019 wurde Selasi in die Anthologie New Daughters of Africa von Margaret Busby aufgenommen.

## Werke
Roman
- Diese Dinge geschehen nicht einfach so (Originaltitel: Ghana Must Go, übersetzt von Adelheid Zöfel). Fischer, Frankfurt am Main 2013, ISBN 978-3-10-072525-7.

Kinderbuch
- Anansi and the Golden Pot (2022)

Kurzgeschichten
- The Sex Lives of African Girls (2011)
- Driver (2013)
- Aliens of Extraordinary Ability (2014)
- Brunhilda in Love (2016)

Essays und Reden
- Afrikanische Literatur gibt es nicht. In: Süddeutsche Zeitung, Nummer 205 vom 5. September 2013, S. 14 (Rede zur Eröffnung des Internationalen Literaturfestivals Berlin am Mittwoch, 4. September 2013)[12]